# Oswaldkapelle in Breite

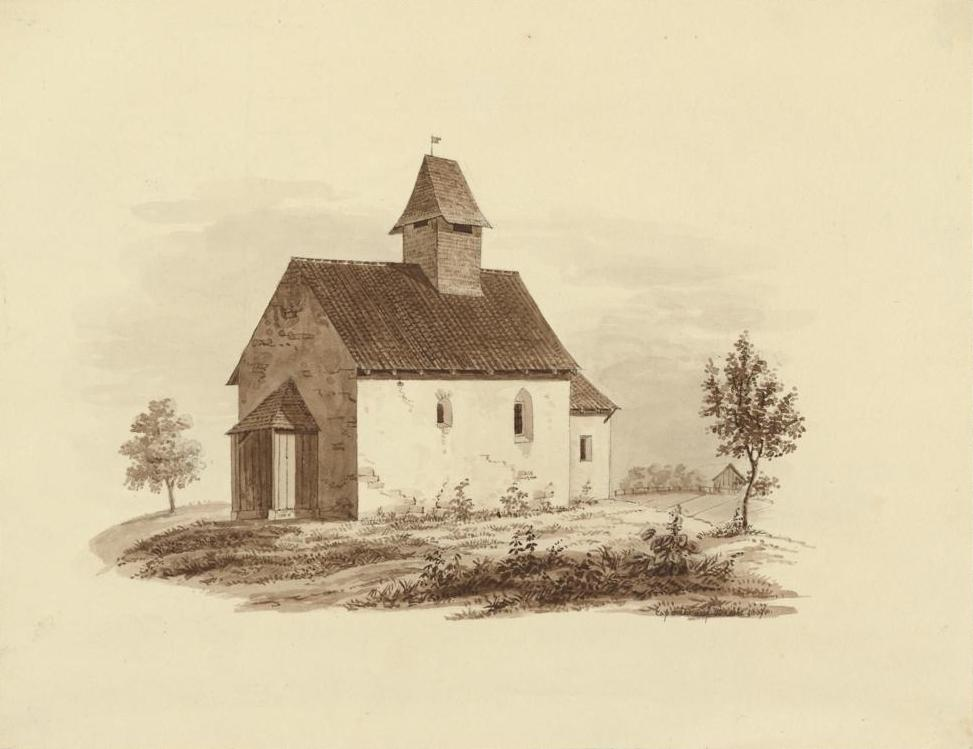
Die Oswaldkapelle auf einer Zeichnung Ludwig Schulthess’ von 1837

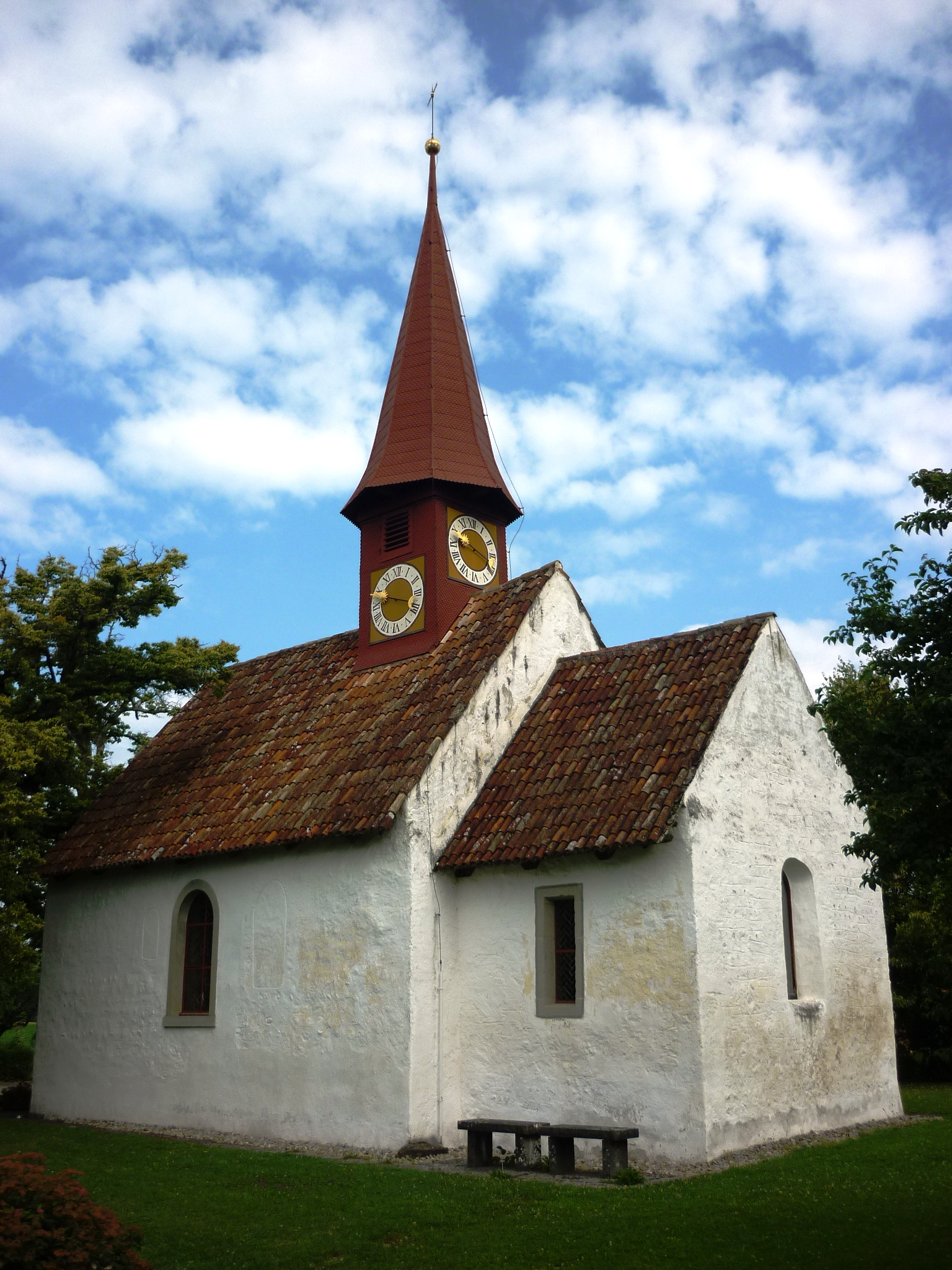
Südseite von Schiff und Chor, zwei ursprüngliche Rundbogenfenster sind im Verputz eingezeichnet

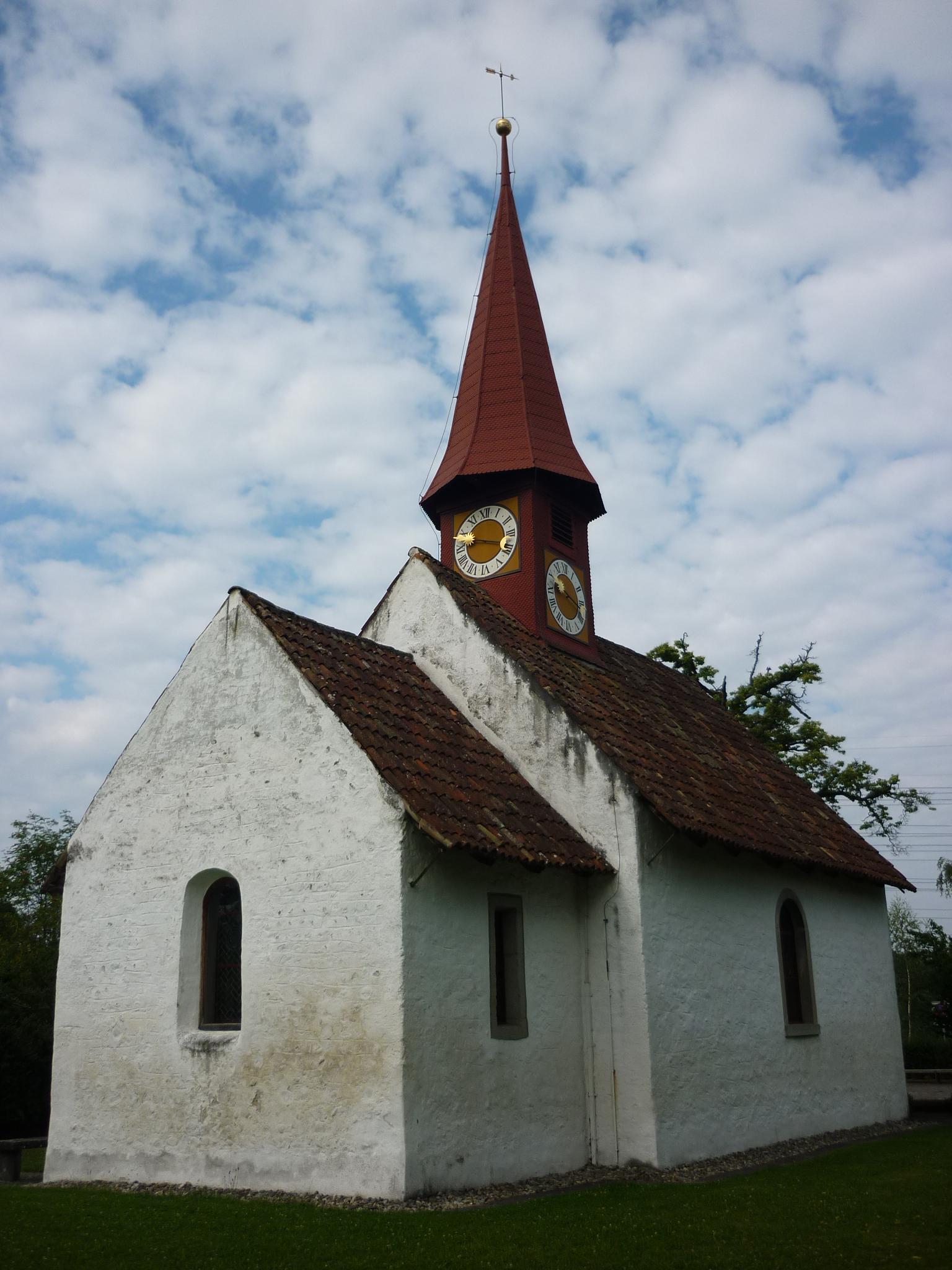
Nordseite der Kapelle

Die Oswaldkapelle liegt unweit der alten Landstrasse von Zürich nach Winterthur, im Weiler Breite in der Gemeinde Nürensdorf im Kanton Zürich. Kirchlich gehört sie zur evangelisch-reformierten Kirchgemeinde Bassersdorf-Nürensdorf. Die Kapelle ist Oswald von Northumbria, einem angelsächsischen König des 7. Jahrhunderts geweiht.

## Geschichte
Die Kapelle wurde im 12./13. Jahrhundert im 1172 erstmals erwähnten „Preiti“ erbaut und nach einer Feuersbrunst um 1347 unter Verwendung der erhalten gebliebenen Aussenmauern wiederaufgebaut. 1370 wurde sie als Filiale der Marienkirche von Kloten erwähnt. Der Embracher Chorherrenstift und die Stadtzürcher Familie Schwend übten im 15./16. Jahrhundert die niedere Gerichtsbarkeit über den Hof Breite aus. Die hohe Gerichtsbarkeit kam 1264 nach dem Aussterben der Grafen von Kyburg an die Habsburger und 1424/1452 an die Stadt Zürich, die 1524 nach der Säkularisation des Stifts Embrach und 1538 durch Kauf auch die niedere Gerichtsbarkeit erlangte. Die um 1493 vom Ritter Konrad Schwend gestiftete Kaplaneipfründe, die 1509 vom Klotener Pfarrer Ulrich Kern erweitert wurde, erlaubte das zweimal wöchentliche Lesen der Messe durch den Pfarrer von Bassersdorf. 1539 hatte der Zürcher Rat den Weiler auf Wunsch der Bevölkerung der Kirchgemeinde Bassersdorf zugeteilt.

## Äusseres
Die spätmittelalterliche Bausubstanz und die Dachkonstruktion von 1347 sind ohne grössere Eingriffe erhalten geblieben. 1650 und 1720 erfolgten Dach- und sonstige Sanierungen. 1843 wurde das Giebeldach des Dachreiters durch den heutigen verschindelten, achteckigen Spitzhelm ersetzt. Die Kapelle besteht aus dem Schiff und dem östlich anschliessenden, eingezogenen Chor. Der romanische Pietra-Rasa-Verputz über den Lesesteinen mit seinen Fugenstrichen ist weitgehend erhalten. Die Eindeckung mit Hohlziegeln erfolgte im 16. Jahrhundert oder früher.
Im Dachreiter befinden sich zwei Glocken aus vorreformatorischer Zeit. Die stillgelegte Kirchenuhr aus dem Jahr 1775 stammt von Christian Zeller. Die Fensteröffnungen von Schiff und Chor stammen aus verschiedenen Epochen. Ursprünglich existierte nur das linke Rundbogenfenster an der Südwand des Schiffes.

## Innenraum und Ausstattung
Die frühgotische Ausmalung dürfte im Zuge des Wiederaufbaus nach dem Brand entstanden sein. Nach der Reformation wurden eine Uhr und 1584 eine – heute eingelagerte – Kanzel angeschafft. Die beiden achtreihigen Kirchenbänke mit ihren aus einem Brett gefertigten Seitenwangen, in welche die Sitzbretter eingelassen sind, wurden um 1648 gefertigt. Die Wandbilder aus dem 14. und 15. Jahrhundert wurden 1920 umfassend renoviert und ergänzt. Frühgotische Bilder sind noch an der Süd-, West- und Nordwand erhalten. Gotische Arkaden mit grünem Hintergrund trennen die Szenen aus der Kindheit und der Passion Christi.
Die hochgotischen Malereien im Chorbogen und an den Chorwänden entstanden in der Mitte des 15. Jahrhunderts. Sie zeigen neben dem Namenspatron der Kirche, einen Apostelzyklus und weitere Heiligenfiguren. Der heutige Zustand wurde grösstenteils 1920 durch Christian Schmidt vermutlich anhand von Vorbildern in der Burgkapelle auf Schloss Kyburg und der 1907 abgebrochenen Kirche von Brütten rekonstruiert.
Die einmanualige Orgel wurde 1986 von der Manufacture d'Orgues St-Martin S.A. mit fünf Registern erbaut.